# Лебяжский сельский совет (Зачепиловский район)
Лебяжский сельский совет — входит в состав Зачепиловского района Харьковской области Украины.
Административный центр сельского совета находится в селе Лебяжье.

## История
- 1924 — дата образования.

## Населённые пункты совета
- село Лебяжье
- село Кочетовка
- село Перемога